# Giganthias
Giganthias es un pequeño género de peces que pertenece a la familia Serranidae. Contiene dos especies de Japón, Taiwán e Indonesia.

## Taxonomía
El género Giganthias fue descrito por primera vez en 1954 por el ictiólogo japonés Masao Katayama a partir de dos ejemplares de la especie tipo Giganthias immaculatus obtenidos en la isla de Izu Ōshima en Japón. Katayama ubicó inicialmente la especie en una subfamilia separada, Giganthiinae, pero ahora se acepta que es parte de la subfamilia Anthiinae de la familia Serranidae.
En 2012 se describió una nueva especie de Giganthias procedente de Lombok, Indonesia, a partir de un espécimen recuperado de un mercado de pescado en el pueblo de Tanjung Luar.

## Descripción
Giganthias se caracteriza por tener nueve espinas en la aleta dorsal. La tercera espina dorsal y las espinas pélvicas muestran puntas estriadas. La línea lateral es muy arqueada y está presente un maxilar suplementario.

## Especies
Giganthias incluye dos especies:
- Giganthias immaculatus Katayama, 1954
- Giganthias serratospinosus White & Dharmadi, 2012